# 兵庫県立宝塚高等学校
兵庫県立宝塚高等学校（ひょうごけんりつたからづかこうとうがっこう）は、兵庫県宝塚市にある県立の高等学校。
設立当初は普通科のみであったが、現在は特色選抜のヒューマンサイエンス類型も設置されている。
宝塚市にある4つの県立高校（宝塚、 宝塚西、 宝塚北、 宝塚東）の中で最も古く創立された高等学校である。
1963年4月1日創立。校訓は「剛健中正 誠意正心 明朗闊達」。
通称「県宝（けんぽう）」。

## 所在地
- 兵庫県宝塚市逆瀬台二丁目2番1号

北緯34度47分29.6秒 東経135度19分43.2秒 / 北緯34.791556度 東経135.328667度

## 著名な出身者
- 綾凰華 - 元宝塚歌劇団雪組男役
- 出雲綾 - 元宝塚歌劇団月組女役
- ガクテンソク（奥田修二・四条和也） - お笑いタレント[1]
- 桂小枝 - 落語家[2]
- 生瀬勝久 - 俳優[3]
- 東野幸治 - お笑いタレント[1]
- 平田英之 - プロ野球選手[4]
- 古部健太 - プロサッカー選手[5]